# Гибель «Титаника» (фильм)
«Гибель „Титаника“» (англ. A Night to Remember, дословно — «Незабываемая ночь») — кинодрама 1958 года, экранизация одноимённой документально-исторической книги Уолтера Лорда. Режиссёром фильма стал Рой Уорд Бейкер. Съёмки картины проходили в Великобритании. При постройке декораций были использованы сохранившиеся чертежи интерьеров корабля, в качестве консультантов выступили четвёртый офицер «Титаника» Джозеф Боксхолл и коммодор «Кунард Лайн» Гарри Греттидж.
Премьера фильма в Великобритании состоялась 1 июля 1958 года, в США 16 декабря 1958 года. «Гибель „Титаника“» в 1959 году получила «Международную премию Сэмюэля Голдвина», британский аналог премии Золотой глобус.

## Сюжет
В 1912 году роскошный «Титаник» был самым большим судном на плаву и широко считался непотопляемым. 10 апреля «Титаник» отплывает из Саутгемптона в свой первый рейс в Нью-Йорк. 14 апреля в Атлантике судно получает ряд ледовых предупреждений от пароходов, которые передаются капитану Эдварду Дж. Смиту, который приказывает нести вахту. Тем же вечером с парохода «Калифорниэн» замечают вдалеке плавучий лед и пытаются отправить телеграфное сообщение на «Титаник».
На «Титанике» пассажиры первого класса сэр Ричард и леди Ричард и пассажиры второго класса Кларки, молодая пара молодоженов, подслушивают музыку оркестра под руководством Уоллеса Хартли. Группа играет различные песни, в то время как пассажиры третьего класса Пэт Мерфи, Мартин Галлахер и Джеймс Фаррел наслаждаются вечеринкой в третьем классе, где Мерфи увлекается молодой польской девушкой и танцует с ней.
В зале беспроволочного телеграфа операторы Джек Филлипс и Гарольд Брайд сменяют друг друга. Филлипс получает предупреждение насчёт льда, но когда ему приходят новые сообщения для отправки, предупреждение теряется под ними. На «Калифорниэне» замечают поле льда. Судно останавливается из-за риска, и на «Титаник» отправляется сообщение. Поскольку «Калифорниэн» находится близко, телеграфное сообщение звучит очень громко, и Филлипс резко обрывает его. Пассажиры «Титаника» начинают устраиваться на ночлег, в то время как игроки Хойл и Джей Йейтс не ложатся спать.
Внезапно судно сталкивается с айсбергом. Капитан Смит посылает за Томасом Эндрюсом, судостроителем, чтобы осмотреть повреждения, он определяет, что «Титаник» затонет в течение двух часов, и оба понимают, что на судне недостаточно спасательных шлюпок для всех пассажиров. Посылаются сигналы бедствия, но радист «Калифорниэна» не на посту. На расстоянии 58 миль радист пассажирского парохода «Карпатия» принимает сигнал бедствия и предупреждает капитана Артура Рострона, который приказывает Дину развернуть судно. К сожалению, чтобы добраться до «Титаника», потребуется около четырёх часов.
Увидев «Калифорниэн» на горизонте в 10 милях от себя, «Титаник» начинает подавать сигналы, но команда «Калифорниэна» не может понять, почему корабль, который они видят, запускает ракеты. Капитан Смит приказывает второму помощнику Чарльзу Лайтоллеру начать спускать спасательные шлюпки, в то время как оркестр исполняет рэгтайм. На Парадной лестнице Эндрюс рассказывает пассажиру Робби Лукасу правду, и он благополучно доставляет свою жену и детей в шлюпку.
Мерфи, Галлахер и Фаррел помогают польской девочке и её матери подняться на шлюпочную палубу и посадить их в лодку. Ричардс и Хойл допущены на борт первым помощником Уильямом Макмастером Мердоком. Йейтс дает пассажирке записку, чтобы она отправила её его сестре. Ида и Исидор Штраус отказываются разлучаться, непреднамеренно подавая пример миссис Кларк, которая решает остаться со своим мужем, пока Эндрюс не посоветует им, как выжить.
Пока экипаж изо всех сил пытается удержать пассажиров третьего класса, большинство пассажиров первого и второго классов садятся в спасательные шлюпки и уплывают. Когда «Титаник» накреняется, пассажиры начинают осознавать опасность; когда пассажирам третьего класса наконец разрешают подняться, наступает хаос. Председатель правления «White Star Line» Джозеф Брюс Исмей садится в одну из последних спасательных шлюпок. Пассажиры — среди них Мерфи, Галлахер и Фаррел — отступают к корме, когда она поднимается в воздух, в то время как Лайтоллер и другие способные моряки пытаются освободить две оставшиеся складные спасательные шлюпки, в то время как нос «Титаника» погружается. Капитан Смит отдает последний приказ покинуть корабль и приказывает каждому спасаться самому.
Кларки спускаются по веревке с борта корабля, и оркестр исполняет гимн «Ближе, Господь, к Тебе», в то время как Смит возвращается на мостик, чтобы опуститься на дно вместе со своим кораблем. «Титаник» начинает свое последнее погружение; Лайтоллера и многих других уносит течением. Эндрюс ожидает своей участи в курительном зале первого класса, в то время как добрый стюард утешает потерявшегося мальчика, разлученного со своей матерью. Лукас смотрит в сторону спасательных шлюпок, понимая, что никогда больше не увидит свою семью, в то время как Кларков убивает падающая труба. Пассажиры молятся, наблюдая, как потерпевший крушение лайнер быстро погружается в ледяной океан.
В ледяной воде многие люди умирают от переохлаждения. Мертвое тело Лукаса проплывает мимо перевернутой складной шлюпки, в то время как Йейтс, не желая перегружать шлюпку, уплывает навстречу своей смерти. Лайтоллер берет на себя командование, когда Мерфи и Галлахер поднимаются на борт, а Фаррелл теряется. Главный пекарь Чарльз Джокин, покинув свое место в спасательной шлюпке и обратившись к бутылке, чтобы облегчить свои недомогания, также поднимается на борт. Мужчин спасает другая шлюпка. «Карпатия» прибывает, чтобы спасти выживших, и потрясенный Лайтоллер говорит полковнику Арчибальду Грейси: «Я не думаю, что когда-нибудь снова буду уверен в чём-либо».
На корабле, во время групповой молитвы, Мерфи и Галлахер стоят рядом с польской девочкой и её матерью, в то время как миссис Фаррел, миссис Лукас и её дети скорбят о потере своих близких. Рострон выводит Лайтоллера на палубу, в то время как «Карпатия» проплывает мимо оставшихся на плаву обломков «Титаника». Рострон сообщает Лайтоллеру, что 705 человек были спасены и 1500 погибли. «Карпатия» получает сообщение от «Калифорниэна», который услышал о катастрофе, но Рострон сообщает им, что «было сделано все, что в человеческих силах».

## В ролях
| Актёр             | Роль                                           |
| ----------------- | ---------------------------------------------- |
| Кеннет Мор        | второй офицер Чарльз Лайтоллер                 |
| Рональд Эллен     | мистер Кларк                                   |
| Роберт Айрис      | Артур Годфри Пеукэн                            |
| Онор Блэкман      | Лиз Лукас                                      |
| Энтони Бушелл     | капитан Артур Рострон                          |
| Джон Керни        | мистер Мёрфи                                   |
| Джейн Доунс       | Сильвия Лайтоллер                              |
| Джеймс Диренфорт  | полковник Арчибальд Грейси IV                  |
| Майкл Гудлайф     | Томас Эндрюс                                   |
| Кеннет Гриффит    | радист Джек Филлипс                            |
| Гарриет Джонс     | Лэди Ричард                                    |
| Ричард Лич        | старший офицер Уильям Мэрдок                   |
| Дэвид Маккаллум   | радист Гарольд Брайд                           |
| Такер Макгуайр    | Маргарет «Молли» Браун                         |
| Лоуренс Нейсмит   | капитан Эдвард Джон Смит                       |
| Рассел Нэпир      | капитан Стенли Лорд                            |
| Джордж Роуз       | старший пекарь Чарльз Джокин                   |
| Джек Уотлинг      | четвёртый офицер Джозеф Боксхолл               |
| Майкл Брайант     | шестой офицер Джеймс Муди                      |
| Ричард Кларк      | Мартин Галлахер                                |
| Гарольд Голдблэтт | Бенджамин Гуггенхайм                           |
| Джереми Буллок    | мальчик, прыгающий в воду (в титрах не указан) |

## Производство
Уолтер Лорд, по книге которого был снят фильм, для её создания разыскал около 60 выживших на «Титанике», однако авторам фильма удалось разыскать ещё больше людей — одним из консультантов фильма выступил четвёртый офицер «Титаника» Джозеф Боксхолл. Площадку в разное время также посетили выжившие пассажиры Лоуренс Бизли и Эдит Розенбаум. Заодно площадку посетила Хелен Мелвилл Смит, дочь капитана корабля Эдварда Джона Смита и отметила, что Лоуренс Нейсмит очень похож на её отца. В фильме показаны очень многие известные пассажиры (вроде Маргарет Браун, супругов Штраусс и Гордонов) и члены экипажа (Томас Эндрюс и Уоллес Хартли), но очень многие из них не названы по именам.
В оригинальном сценарии начиная с первой сцены после столкновения с айсбергом и в каждой последующей на полях указывался угол наклона судна в данной сцене — это была вынужденная мера, поскольку фильм снимался не в хронологическом порядке и, благодаря этому, декораторы могли избежать технических ляпов, потому что знали, под каким углом им устанавливать декорацию. Модель корабля была длинной в 10,5 метров, в то время как резервуар студии имел глубину всего 4,5 метра. Из-за этого модель лайнера была построена так, чтобы её можно было разделять на несколько целых частей — каждую часть отсоединяли от модели после того, как она по сюжету целиком скрывалась под водой. По этой же причине в студийном резервуаре было невозможно снять сцены, где массовка барахтается в воде — эти сцены снимали ночью в водохранилище Райслип-Лидо (причём температура воды была реально очень низкой).
Изначально для обычных дневных сцен на палубе собирались использовать лайнер «Доминион-Монарх» компании «Shaw Savill Shipping Line», но буквально накануне съёмок последние отозвали разрешения на съёмки. Другие судоходные компании также отказались сотрудничать. В конечном итоге судоверфь «Harland and Wolff», где был построен реальный «Титаник», тоже отказалось сотрудничать, обвинив авторов фильма в том, что они хотят нажиться на трагедии. В итоге фирма «Ship Breaking Industries» согласилась предоставить для съёмок свой старый пароход «Астурия», который был предназначен на слом и у него уже был разобран один борт. Для съёмок другой ещё нетронутый борт был перекрашен в цвета «Титаника».
В остальном же в фильме использовались архивные видеоматериалы из других фильмов и кинохроник. Панорамный кадр с кораблём в первой сцене 14 апреля является отрывком из немецко-пропагандистского фильма «Титаник» 1943 года. Спуск «Титаника» на воду в начале фильма был кинохроникой 1938 года, в котором показан спуск на воду лайнера «Куин-Элизабет». Отплытие «Титаника» из Саутгемптона тоже было кинохроникой, запечатлевшей лайнер «Мавритания».
В фильме имеется историческая неточность: начальные кадры показывают церемонию крещения судна с разбитием бутылки шампанского. В действительности для «Титаника» такой церемонии не проводилось — компания «White Star Line» сознательно не придерживалась этой практики.